# Safareigs i abeuradors de Sant Francesc
Safareigs i abeuradors de Sant Francesc és una obra de Cervera (Segarra) protegida com a Bé Cultural d'Interès Local.

## Descripció
El conjunt arquitectònic format pels safareigs i els abeuradors de Sant Francesc es troba al sud del municipi, vora el convent de Sant Francesc, al camí dels Horts. Antigament l'indret comptava amb una única bassa rectangular de pedra picada amb rentadors de lloses de pedra. A redós seu grans blocs de pedra, que s'utilitzaven per deixar els coves, tanquen el recinte per tots els extrems menys el de llevant, on es troba l'abeurador. Aquest és de grans dimensions construït de pedra, a base de filades de lloses. En època recent els safareigs van ser coberts per una volta sostinguda per pilars de maons formant una galeria d'arcades.

## Història
Aquesta tipologia constructiva, de bassa amb abeurador, és força coneguda i avui en dia encara podem trobar bastants exemples del segle xix o principis del segle XX en poblacions properes. Entre els anys setanta i vuitanta del passat segle xx, una pala mecànica els va destruir parcialment i els va cobrir de terra i runes. Algunes de les lloses van ser trencades i altres espoliades. L'any 2019, després d'un projecte d'excavació i recuperació d'aquest element, el safareig s'ha restaurat, tot tornant al seu aspecte original.